# Закон Кирхгофа (химия)
Закон Ки́рхгофа гласит, что температурный коэффициент теплового эффекта химической реакции равен изменению теплоёмкости системы в ходе реакции. Уравнение Кирхгофа, являющееся следствием этого закона, используется для расчёта тепловых эффектов при разных температурах.
Дифференциальная форма закона:
{\displaystyle \left({\frac {\partial (\Delta _{r}H)}{\partial T}}\right)_{p}=\Delta _{r}c_{p}}
{\displaystyle \left({\frac {\partial (\Delta _{r}U)}{\partial T}}\right)_{V}=\Delta _{r}c_{V}}
Интегральная форма закона:
{\displaystyle \Delta _{r}H_{T_{2}}=\Delta H_{T_{1}}+\int \limits _{T_{1}}^{T_{2}}\Delta _{r}c_{p}(T)dT}
{\displaystyle \Delta _{r}U_{T_{2}}=\Delta U_{T_{1}}+\int \limits _{T_{1}}^{T_{2}}\Delta _{r}c_{V}(T)dT}
где {\displaystyle C_{p}} и {\displaystyle C_{V}} — изобарная и изохорная теплоёмкости, {\displaystyle \Delta _{r}c_{p}} — разность изобарных теплоёмкостей продуктов реакции и исходных веществ, {\displaystyle \Delta _{r}c_{V}} — разность изохорных теплоёмкостей продуктов реакции и исходных веществ, а {\displaystyle \Delta _{r}H} и {\displaystyle \Delta _{r}U} — соответствующие тепловые эффекты.
Если разница {\displaystyle (T_{2}-T_{1})} невелика, то можно принять {\displaystyle \Delta _{r}c_{p}=const} и {\displaystyle \Delta _{r}c_{V}=const}, соответственно интегральная форма уравнений примет следующий вид:
{\displaystyle \Delta _{r}H_{T_{2}}=\Delta H_{T_{1}}+\Delta _{r}c_{p}(T_{2}-T_{1})}
{\displaystyle \Delta _{r}U_{T_{2}}=\Delta U_{T_{1}}+\Delta _{r}c_{V}(T_{2}-T_{1})}
При большой разнице температур необходимо учитывать температурные зависимости теплоёмкостей: {\displaystyle \Delta _{r}c_{p}=f(T)} и {\displaystyle \Delta _{r}c_{V}=f(T)}